# جينيفر هايغ
جينيفر هايغ (بالإنجليزية: Jennifer Haigh)‏ (1968، بنسيلفانيا في الولايات المتحدة)؛ روائية أمريكية.